# Oliver Peev
Oliver Peev (in macedone Оливер Пеев?; Skopje, 8 giugno 1987) è un calciatore macedone, centrocampista del Kadino.

## Carriera

### Club
Il 1º luglio 2018 viene acquistato a titolo definitivo dalla squadra macedone del Rabotnički.